# Athlon 64 FX
Athlon 64 FX — x86-совместимый процессор, разработанный компанией AMD и поддерживающий 64-битные расширения AMD64.
Является адаптированным вариантом процессора Opteron, ориентированного на серверы.

## Технические характеристики
Архитектура
- x86-64
- Интегрированный контроллер памяти, поддерживающий одноканальную (только Athlon 64 / Socket 754 (не FX) и Sempron / Socket 754) и двухканальную DDR SDRAM (Socket 939, 940). Варианты под Socket 940 поддерживают только регистровую DDR SDRAM, Socket AM2 — DDR2
- Существуют под разъёмы Socket 940 (FX-51, FX-53), Socket 939 (FX-53, FX-55, FX-57, FX-60), Socket AM2 (FX-62), Socket F (FX-70, FX-72, FX-74)
- Выделенная шина Hyper-Transport для связи с чипсетом, через который в Athlon 64 системах реализуется поддержка функций ввода-вывода;
- Увеличенный до 1 Мбайта кэш второго уровня (L2) с возросшей пропускной способностью шины, связывающей его с ядром
- Поддержка набора инструкций: ядро SledgeHammer — MMX, SSE, SSE2, 3DNow!, SanDiego, Toledo — MMX, SSE, SSE2, SSE3, 3DNow!;
- Удлинённый до 12 ступеней целочисленный конвейер и до 17 ступеней — вещественночисленный конвейер (у Athlon XP число ступеней конвейеров 10 и 15 соответственно). Данное усовершенствование направлено на улучшение масштабируемости архитектуры, а также ускоряет декодирование некоторых команд
- Увеличенные буфера целочисленного планировщика (24 вхождения против 18 вхождений у Athlon XP).
- Увеличенные размеры TLB — TLB L1 кэша инструкций увеличена с 24 до 40 вхождений, а TLB L2 кэша возросла до 512 вхождений (с 256 у Athlon XP)
- Усовершенствованная схема предсказания переходов с увеличенной до 16000 вхождений таблицей истории (с 4000 у Athlon XP)
- FX-60, FX-62 — двухъядерные процессоры

- Ядро: SledgeHammer, SanDiego, Toledo
- Технология: 130 нм (SledgeHammer), 90 нм (SanDiego, Toledo); SOI
- Частота шины: 200 МГц
- Тактовая частота: FX-51 — 2,2 ГГц; FX-53 — 2,4 ГГц; FX-55 — 2,6 ГГц; FX-57 — 2,8 ГГц; FX-60 — 2,6 ГГц; FX-62 — 2,8 ГГц;
- Кэш: Общий эффективный объём кэш-памяти процессора составляет 1152 Кбайт: 128 Кбайт кэш-памяти 1-го уровня (L1) и 1024 Кбайт — 2-го уровня (L2). У двухъядерных — 2х128 Кбайт L1 и 2х1024 Кбайт — L2, что ускоряет выполнение команд. В конечном итоге существенно увеличивается быстродействие системы во многих приложениях, особенно в приложениях, интенсивно использующих память, таких как воспроизведение мультимедиа.
- Напряжение: 1,568 В
- Разъём: Socket 939, Socket 940, Socket AM2